# Paul Davison
Paul Davison, dit « Snowy » (« neigeux »), est un joueur professionnel de snooker anglais, né dans la ville de Pickering en Angleterre le 1er octobre 1971.

## Carrière
Sa carrière est principalement marquée par 4 titres en tournois amateurs mais aussi 3 finales perdues. En tournois professionnels classés (rankings), Davison a réalisé pour meilleure performance le troisième tour du Masters de Riga et du Paul Hunter Classic en 2016. 
Il est par ailleurs l'auteur d'un break de 144 et son meilleur classement mondial est le 70e rang. Paul est également célèbre pour avoir échoué 21 fois aux qualifications pour le championnat du monde.
Dans les séries professionnelles 2021, âgé de 49 ans, Paul Davison, a manqué la bille rose sur sa tentative de 147, laissant passer l'opportunité de devenir le joueur le plus âgé à accomplir cet exploit, tout comme Fergal O'Brien qui, au même âge, a manqué sa tentative de 147, à un jour d'intervalle.

## Palmarès
| Légende | Catégorie                        | Titres | Finales |
|         | Tournois classés                 | 0      | 0       |
|         | Tournois non classés             | 0      | 1       |
|         | Tournois du circuit du challenge | 0      | 1       |
|         | Tournois amateurs                | 4      | 3       |

### Titres
| Saison    | Nom du tournoi                                 | Lieu      | Finaliste     | Score |
| 2003-2004 | Circuit de l'EASB (épreuve 8)                  |           | Wayne Cooper  | 4-2   |
| 2007-2008 | Séries internationales Pontins (épreuve 3)     | Prestatyn | Michael King  | 6-2   |
| 2009-2010 | Séries internationales Pontins (épreuve 3) (2) | Prestatyn | Kyren Wilson  | 6-4   |
| 2009-2010 | Séries internationales Pontins (épreuve 7)     | Prestatyn | Justin Astley | 6-2   |

### Finales perdues
| Saison    | Nom du tournoi                             | Lieu                                 | Finaliste        | Score |
| 2001-2002 | Championnat de Merseyside                  | George Scott Snooker Club, Liverpool | Nick Dyson       | 2-5   |
| 2002      | Open d'Angleterre amateur                  |                                      | Richard King     | 5-8   |
| 2003-2004 | Circuit du challenge (épreuve 1)           | Prestatyn                            | Stefan Mazcrosis | 2-6   |
| 2005-2006 | Séries internationales Pontins (épreuve 5) | Prestatyn                            | Chris Melling    | 5-6   |
| 2005-2006 | Séries internationales Pontins (épreuve 6) | Prestatyn                            | Liu Song         | 3-6   |